# Organización territorial de Australia
Australia es una federación compuesta por seis estados junto con diez territorios federales, siendo estas las divisiones administrativas de primer nivel del país. Tanto los estados como los dos principales territorios internos (el Territorio del Norte y el Territorio de la Capital Australiana) tienen una capacidad parcial de autogobierno, además de estar representados en el parlamento federal; el resto de territorios están administrados directamente por el gobierno federal. A su vez, los estados y territorios se dividen en 566 gobiernos locales y áreas no incorporadas administrados con autonomía limitada bajo los estados y territorios y, a su vez, bajo el gobierno federal.

## Estados y territorios
Los estados y territorios de Australia son las divisiones administrativas de primer nivel del país y las de segundo nivel de gobierno, por debajo del nivel federal. Los estados son gobiernos autónomos parcialmente soberanos, que han cedido algunos derechos de soberanía al gobierno federal. Tienen sus propias constituciones, asambleas legislativas, gobiernos ejecutivos, poderes judiciales y organismos encargados de hacer cumplir la ley) que administran y ejecutan la mayoría de las políticas y programas públicos. A diferencia de los estados, los territorios pueden ser autónomos y administrar políticas y programas locales de forma muy parecida a los estados en la práctica, pero siguen estando jurídicamente subordinados al gobierno federal.
Los gobiernos de los estados y territorios tienen potestad ejecutiva para legislar sobre asuntos que conciernen a sus ciudadanos, dentro de los límites de la Constitución (en particular, los artículos 51 y 109). Cada estado y territorio interno (excepto el Territorio de la Bahía de Jervis) tiene su propio poder legislativo, aunque el Parlamento federal puede anular la legislación territorial. La Corte Suprema de Australia actúa como última instancia de apelación para todos los asuntos, y tiene autoridad para anular cualquier poder judicial estatal. Mientras que todos los estados y territorios internos tienen su propio sistema judicial (sujeto a apelación ante la Corte Suprema), la mayoría de los territorios externos están sujetos al poder judicial y legislativo de un estado o territorio interno.
La Mancomunidad de Australia está constituida por seis estados federados (Nueva Gales del Sur, Queensland, Australia Meridional, Tasmania (incluida la isla Macquarie), Victoria y Australia Occidental) y diez territorios federales, de los cuales tres son territorios interiores (el Territorio de la Capital Australiana, el Territorio de la Bahía de Jervis y el Territorio del Norte) en el continente australiano y siete son territorios exteriores (las islas Ashmore y Cartier, el Territorio Antártico Australiano, la isla de Navidad, las islas Cocos (Keeling), las islas del Mar del Coral, las islas Heard y McDonald, y la isla Norfolk) que son territorios dependientes de alta mar. Todos los estados y territorios internos (excepto el Territorio de la Bahía de Jervis) son autónomos, con su propio gobierno ejecutivo, poder legislativo y sistema judicial independientes, mientras que el resto sólo tienen estatuto de gobierno local supervisado por departamentos federales.

### Estados
| Bandera                                    | Estado               | Código postal | ISO    | Capital   | Población (junio de 2023) | Área (km2) | Densidad de población (/km2) | N.º de representantes en la Cámara de Representantes | Gobernador       | Primer ministro (partido) | Primer ministro (partido)     |
| ------------------------------------------ | -------------------- | ------------- | ------ | --------- | ------------------------- | ---------- | ---------------------------- | ---------------------------------------------------- | ---------------- | ------------------------- | ----------------------------- |
| Bandera del estado de Nueva Gales del Sur  | Nueva Gales del Sur  | NSW           | AU-NSW | Sídney    | 8 339 347                 | 809 952    | 10.24                        | 47                                                   | Margaret Beazley |                           | Chris Minns (Laborista)       |
| Bandera del estado de Victoria             | Victoria             | VIC           | AU-VIC | Melbourne | 6 812 477                 | 237 657    | 28.47                        | 38                                                   | Margaret Gardner |                           | Jacinta Allan (Laborista)     |
| Bandera del estado de Queensland           | Queensland           | QLD           | AU-QLD | Brisbane  | 5 459 413                 | 1 851 736  | 2.93                         | 30                                                   | Jeannette Young  |                           | Steven Miles (Laborista)      |
| Bandera del estado de Australia Occidental | Australia Occidental | WA            | AU-WA  | Perth     | 2 878 563                 | 2 642 753  | 1.08                         | 16                                                   | Chris Dawson     |                           | Roger Cook (Laborista)        |
| Bandera del estado de Australia Meridional | Australia Meridional | SA            | AU-SA  | Adelaida  | 1 851 704                 | 1 044 353  | 1.77                         | 10                                                   | Frances Adamson  |                           | Peter Malinauskas (Laborista) |
| Bandera del estado de Tasmania             | Tasmania             | TAS           | AU-TAS | Hobart    | 572 780                   | 90 758     | 6.31                         | 5                                                    | Barbara Baker    |                           | Jeremy Rockliff (Liberal)     |

### Territorios

#### Territorios internos
| Bandera                                          | Estado                               | Código postal | ISO    | Capital (o asentamiento más poblado) | Población (junio de 2023) | Área (km2) | Densidad de población (/km2) | N.º de representantes en la Cámara de Representantes | Administrador | Primer ministro (partido) | Primer ministro (partido) |
| ------------------------------------------------ | ------------------------------------ | ------------- | ------ | ------------------------------------ | ------------------------- | ---------- | ---------------------------- | ---------------------------------------------------- | ------------- | ------------------------- | ------------------------- |
| Bandera del Territorio de la Capital Australiana | Territorio de la Capital Australiana | ACT           | AU-ACT | Canberra                             | 466 813                   | 2358       | 192                          | 3                                                    | Ninguno       |                           | Andrew Barr (Laborista)   |
| Bandera del Territorio del Norte                 | Territorio del Norte                 | NT            | AU-NT  | Darwin                               | 252 473                   | 1 419 630  | 0,18                         | 2                                                    | Hugh Heggie   |                           | Natasha Fyles (Laborista) |
| Bandera de Australia                             | Territorio de la Bahía de Jervis     | NSW           | –      | Ninguna (Jervis Bay Village)         | 405                       | 67         | 6,04                         | (Parte de la división electoral de Fenner)           | Ninguno       | Ninguno                   | Ninguno                   |

#### Territorios externos
| Bandera                                   | Estado                                    | Código postal | ISO | Capital (o asentamiento más poblado) | Población (junio de 2023) | Área (km2) | Densidad de población (/km2) | N.º de representantes en la Cámara de Representantes | Administrador  | Presidente o alcalde  |
| ----------------------------------------- | ----------------------------------------- | ------------- | --- | ------------------------------------ | ------------------------- | ---------- | ---------------------------- | ---------------------------------------------------- | -------------- | --------------------- |
| Bandera del Territorio de la Isla Norfolk | Isla Norfolk                              | NSW           | NF  | Kingston                             | 2601                      | 35         | 74                           | (Parte de la división electoral de Bean)             | George Plant   | Robin Adams (alcalde) |
| Bandera de Isla de Navidad                | Isla de Navidad                           | WA            | CX  | Flying Fish Cove                     | 1938                      | 135        | 14                           | (Parte de la división electoral de Lingiari)         | Farzian Zainal | Gordon Thompson       |
| Bandera del Territorio de las Islas Cocos | Islas Cocos (Keeling)                     | WA            | CC  | West Island                          | 547                       | 14         | 39                           | (Parte de la división electoral de Lingiari)         | Farzian Zainal | Aindil Minkom         |
| Bandera de Australia                      | Territorio Antártico Australiano          | TAS           | AQ  | Ninguno (Base Davis)                 | 60                        | 5 896 500  | 0,0000102                    | –                                                    | Ninguno        | Ninguno               |
| Bandera de Australia                      | Territorio de las Islas del Mar del Coral | –             | –   | Ninguno (Isla Willis)                | 4                         | 780 000    | 0,000005                     | –                                                    | Ninguno        | Ninguno               |
| Bandera de Australia                      | Territorio de las Islas Ashmore y Cartier | –             | –   | Ninguno                              | 0                         | 199        | 0                            | –                                                    | Ninguno        | Ninguno               |
| Bandera de Australia                      | Territorio de las Islas Heard y McDonald  | TAS           | HM  | Ninguno (Atlas Cove)                 | 0                         | 372        | 0                            | –                                                    | Ninguno        | Ninguno               |

## Gobiernos locales

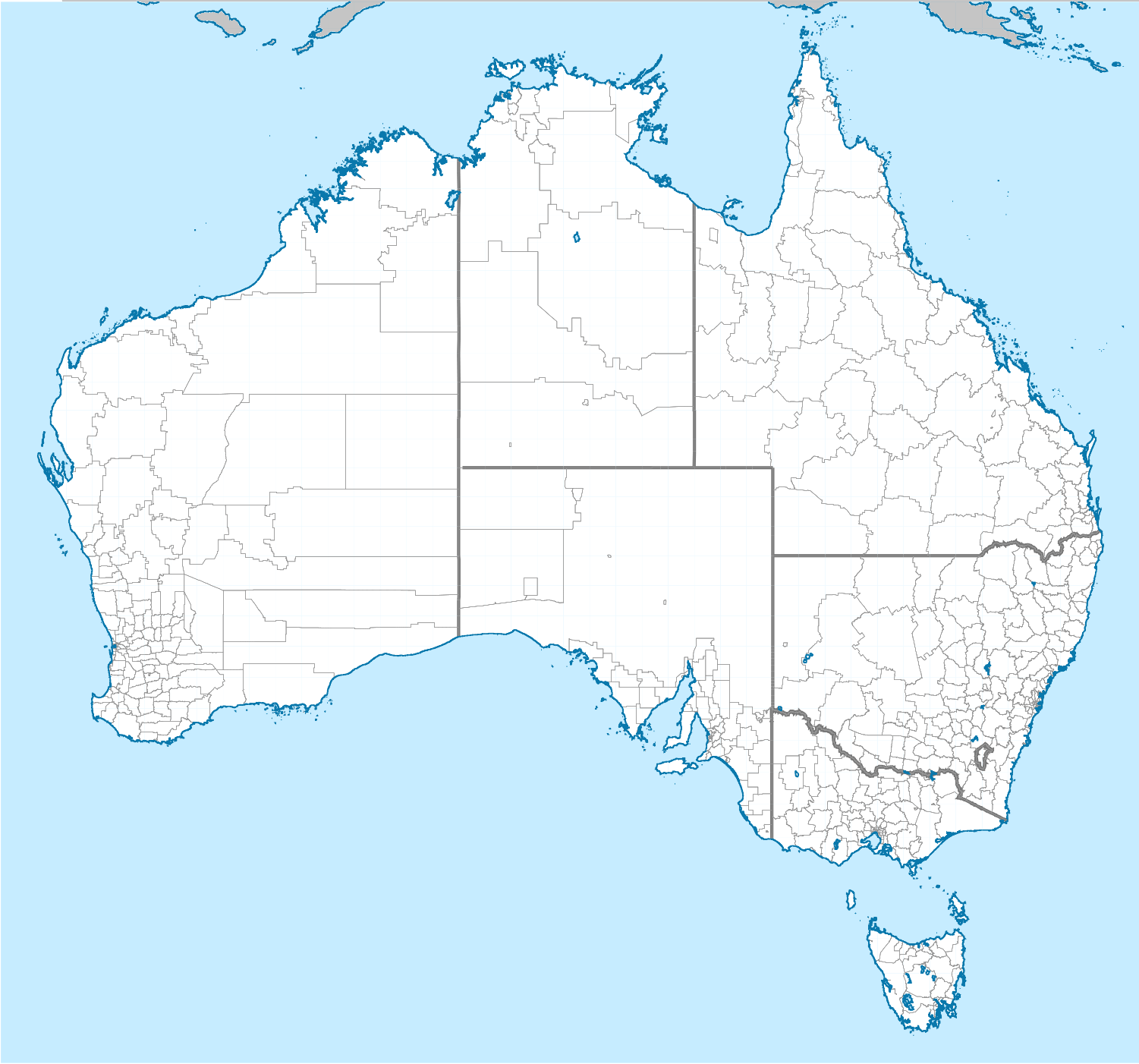
Mapa de las áreas de gobierno local de Australia.

El gobierno local es el tercer nivel de gobierno en Australia, por debajo del nivel estatal y territorial, administrado con autonomía limitada por los estados y territorios y, a su vez, por debajo del gobierno federal. El gobierno local no es mencionado en la Constitución australiana, pero cada estado tiene una Ley de gobierno local que establece las normas para la creación y el funcionamiento de sus propios gobiernos locales. A diferencia del sistema de dos niveles de gobierno local de Canadá o Estados Unidos, en Australia sólo existe un nivel de gobierno local en cada estado o territorio, sin distinción entre condados y ciudades.
El gobierno local australiano está dirigido generalmente por un concejo (council), y su territorio de administración pública es denominado genéricamente por la Oficina Australiana de Estadística como área de gobierno local o LGA, cada una de las cuales abarca múltiples suburbios o localidades a menudo de diferentes códigos postales; sin embargo, términos estilizados como «ciudad», «borough» y «shire» también tienen una interpretación geográfica o histórica. Los miembros de la junta del concejo se conocen generalmente como concejales, y el concejal jefe se denomina alcalde. Según el censo nacional de 2021, habían 566 áreas de gobierno local en Australia.
Casi todos los concejos locales tienen las mismas funciones administrativas y estructuras políticas similares, independientemente de su denominación, y conservan una designación concreta («shire», «borough», «town», «ciudad») sólo por razones históricas. 

### Tipos de gobiernos locales
Aunque todas ellas son esencialmente idénticas en cuanto a funciones y jurisdicciones, las administraciones locales australianas tienen diferentes denominaciones. La ABS utiliza el término «área de gobierno local» (LGA, por sus siglas en inglés) para referirse colectivamente a todas las zonas administrativas de los gobiernos locales, independientemente de las distintas denominaciones, mientras que la propia legislatura local se conoce generalmente como concejo. En general, una LGA urbana/suburbana se denomina «ciudad», como la Ciudad de Melbourne; mientras que una LGA exurbana/rural que abarca una zona agrícola/natural más extensa suele denominarse «shire».

### Gobiernos locales por estado y territorio
La siguiente tabla ofrece un resumen de las áreas de gobierno local por estados y territorios por tipos de área de gobierno local en 2022:
| Tipos de áreas de gobierno local | NSW    | Vic           | Qld           | WA  | SA            | Tas | NT | ACT | Otros | Total |
| -------------------------------- | ------ | ------------- | ------------- | --- | ------------- | --- | -- | --- | ----- | ----- |
| Concejos aborígenes              |        |               |               |     | 2             |     |    |     |       | 2     |
| Shires aborígenes                |        |               | 12            |     |               |     |    |     |       | 12    |
| Boroughs                         |        | 1             |               |     |               |     |    |     |       | 1     |
| Ciudades                         | 30     | 34            | 8             | 27  | 21            | 6   | 2  |     |       | 128   |
| Concejos                         | 35     |               |               |     | 17            | 23  | 2  |     |       | 74    |
| Concejos distritales             |        |               |               |     | 23            |     |    |     |       | 23    |
| Municipalidades                  | 3      |               |               |     |               |     |    |     |       | 2     |
| Concejos regionales              | 7      |               | 29            |     | 4             |     | 9  |     |       | 51    |
| Ciudades rurales                 |        | 6             |               |     | 1             |     |    |     |       | 7     |
| Shires                           | 53     | 38            | 28            | 102 |               |     | 2  |     |       | 227   |
| Towns                            |        |               | 1             | 8   | 2             |     | 2  |     |       | 13    |
| Sub-total                        | 128    | 79            | 78            | 137 | 72            | 31  | 21 | 2   |       | 540   |
| No incorporada                   | 2      | 3             | 2             | 2   | 1             |     | 7  | 1   |       | 22    |
| Total                            | 131    | 82            | 80            | 139 | 73            | 29  | 24 | 3   | 6     | 566   |
| Fuentes                          | [ 20 ] | [ 21 ] [ 22 ] | [ 23 ] [ 24 ] |     | [ 25 ] [ 26 ] |     |    |     |       |       |